# Sofoniasz (imię)
Sofoniasz – hebrajskie imię męskie Szefanja, Szefanjahu, przejęte do łaciny przez grekę, oznaczające „opieka Jahwe”.
Sofoniasz imieniny obchodzi 3 grudnia.
Osoby noszące imię Sofoniasz:
- Sofoniasz – prorok mniejszy Starego Testamentu

Sofoniasz w innych językach:
- rosyjski – Софония (Sofonija), Софан, Софон[2].